# Jayavarman II
Jayavarman II (Khmer: ជ័យវរ្ម័នទី២) (circa 770–850) was de stichter en eerste koning van het Khmer-rijk. Over zijn exacte regeerperiode zijn historici het niet eens. Doorgaans wordt aangenomen dat hij regeerde van 802 tot 850, maar 770 tot 835 wordt ook als mogelijkheid gezien.
Jayavarman II wordt door velen gezien als de koning die de fundering legde voor de Angkor-periode van de Cambodjaanse geschiedenis. Voordat hij aan de macht kwam was er veel onderlinge strijd tussen lokale stamhoofden en heersers die over verschillende delen van Cambodja regeerden. Ondanks de belangrijke rol die hij gespeeld moet hebben in de geschiedenis van het Khmer-rijk en Cambodja in zijn geheel, zijn er maar weinig feiten over Jayavarman bekend. Er bestaan geen inscripties die op zijn bevel zijn gemaakt, maar zijn naam komt wel terug in inscripties gemaakt op bevel van andere koningen. Hij was in elk geval van aristocratische komaf en begon zijn verovering van het land dat later het Khmer-rijk zou worden in het zuidoosten van het hedendaagse Cambodja. Destijds stond hij mogelijk bekend als Jayavarman Ibis. Verder meldt een inscriptie in de Sdok Kok Thom-tempel, geschreven in 1052, dat hij voor zijn aantreden als koning in Cambodja op Java was geweest, waar in die tijd de Shailendra-dynastie aan de macht was. Volgens historicus Claude Jacques veroverden Jayavarman en zijn volgelingen als eerste de stad Vyadhapura, en trokken toen verder langs de Mekong om Sambhupura in te nemen.
Uit de eerder genoemde inscriptie in de Sdok Kok Thom-tempel blijkt ook dat Jayavarman een brahmaanse priester opdracht had gegeven om een religieus ritueel uit te voeren dat hem tot cakravartin (universele koning) en devaraja (god-koning) zou maken. Tevens werd hiermee de onafhankelijkheid van het nieuwe Khmer-rijk van Javaanse overheersing bevestigd. Tegelijkertijd maakte hij zo zijn autoriteit kenbaar aan de andere heersers in het gebied. Op die manier verenigde hij het land met zichzelf als koning over dit nieuwe koninkrijk. Het ritueel werd uitgevoerd in zijn nieuwe hoofdstad Mahendraparvata. Tegenwoordig heet het gebied Phnom Kulèn. Van de stad is inmiddels niets meer over, maar zogenaamd Lidar-onderzoek heeft de fundamenten van deze stad aan het licht gebracht. Later verplaatste Jayavarman II zijn hoofdstad, die toen de naam Hariharalaya kreeg, ongeveer veertig kilometer naar het zuiden, naar de omgeving van het tegenwoordige Roluos. Andere inscripties vermelden dat hij getrouwd zou zijn met een vrouw genaamd Hyang Amrita.
Tot op heden zijn er discussies over de vraag of Jayavarman’s regering echt zo’n belangrijk keerpunt was in de geschiedenis van Khmer. Het feit dat hij wordt aangeduid als Jayavarman II suggereert dat er ooit nog een andere heerser geweest is met deze naam, maar daar is historisch niks over bekend. Na zijn dood kreeg Jayavarman II de naam Parameshvara.